# Tetralicia
Tetralicia är ett släkte av insekter som beskrevs av Harrison 1917. Tetralicia ingår i familjen mjöllöss.
Släktet innehåller bara arten Tetralicia ericae.